# Przesłanka dodatnia
Przesłanki dodatnie – rodzaj przesłanek procesowych. Wymagają zaistnienia pewnych okoliczności jak np. dopuszczalność drogi sądowej, jurysdykcja sądowa, zdolność procesowa czy zdolność sądowa stron.
Brak przesłanki dodatniej oznacza przeszkodę procesową.